# Agricultura sostenible

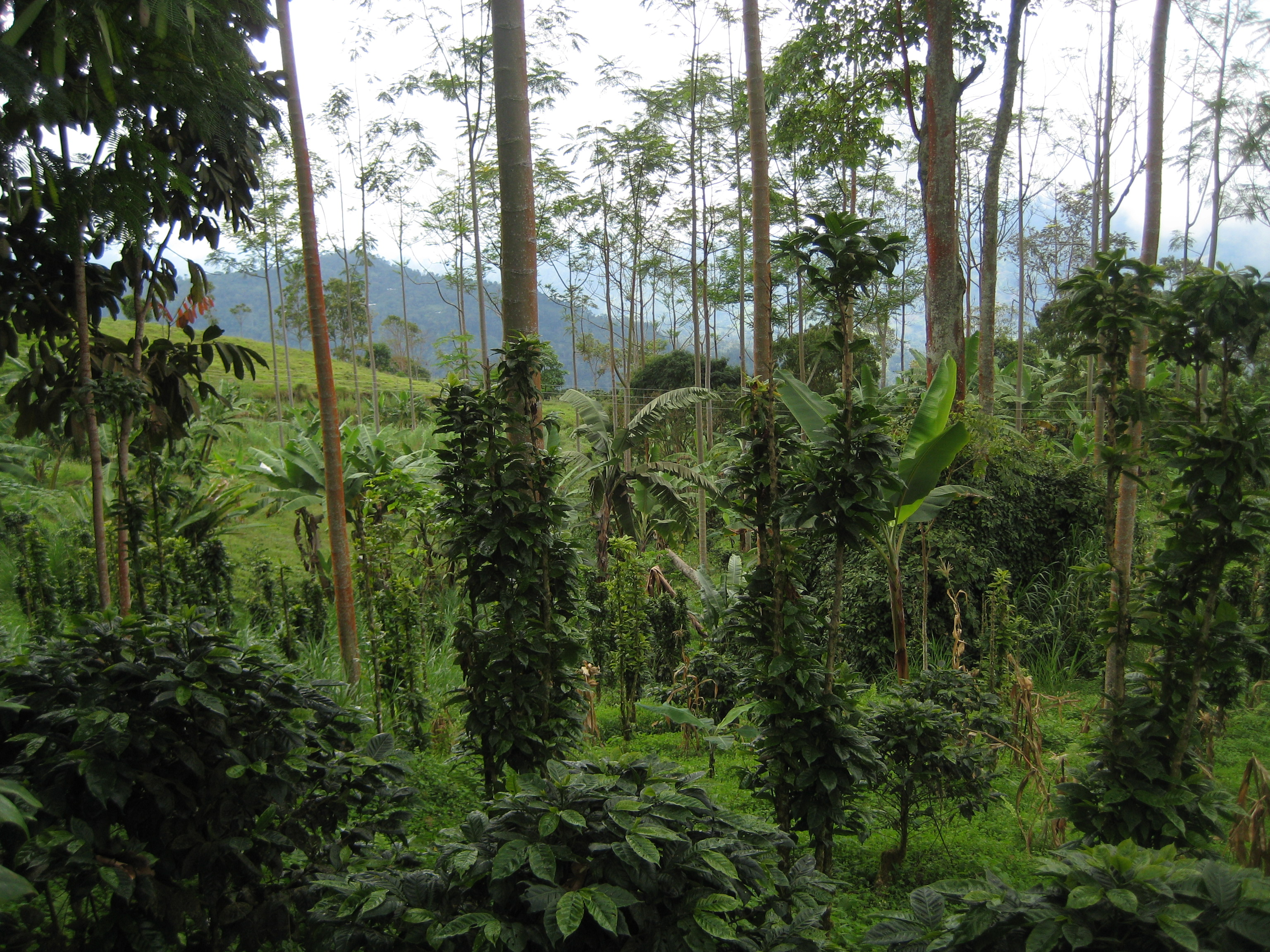
Diversidad de frutos, plátanos y granos a nivel que satisfaga las necesidades alimentarias de denomina (agricultura sostenible).

La agricultura sostenible es la agricultura realizada de manera sostenible que satisface las necesidades alimentarias y textiles actuales de la sociedad, sin comprometer la capacidad de las generaciones actuales o futuras para satisfacer sus necesidades. Puede basarse en una comprensión de los servicios de los ecosistemas. Existen muchos métodos para aumentar la sostenibilidad de la agricultura. Al desarrollar la agricultura dentro de sistemas alimentarios sostenibles, es importante desarrollar procesos comerciales y prácticas agrícolas flexibles.
La agricultura tiene una enorme huella ambiental, desempeñando un papel importante en la causa del cambio climático, la escasez de agua, la degradación del suelo, la deforestación y otros procesos; simultáneamente está causando cambios ambientales y siendo impactado por estos cambios. El desarrollo de sistemas alimentarios sostenibles contribuye a la sostenibilidad de la población humana. Por ejemplo, una de las mejores formas de mitigar el cambio climático es crear sistemas alimentarios sostenibles.basado en la agricultura sostenible. La agricultura sostenible proporciona una solución potencial para permitir que los sistemas agrícolas alimenten a una población en crecimiento dentro de las cambiantes condiciones ambientales.
El desarrollo de sistemas alimentarios sostenibles contribuye a la sostenibilidad de la población humana. Por ejemplo, una de las mejores formas de mitigar el cambio climático es crear sistemas alimentarios sostenibles basados en una agricultura sostenible. La agricultura sostenible ofrece una solución potencial para que los sistemas agrícolas puedan alimentar a una población creciente dentro de las condiciones ambientales cambiantes. Existen numerosos sistemas de Estándares y Certificaciones de Sostenibilidad, como la Certificación ecológica, la Rainforest Alliance, el Comercio Justo, el Certificado UTZ, la GlobalGAP, Bird Friendly y el Código Común para la Comunidad Cafetera (4C).

## Historia
En 1907, el estadounidense Franklin H. King discutió en su libro Farmers of Forty Centuries las ventajas de la agricultura sostenible y advirtió que tales prácticas serían vitales para la agricultura en el futuro. La frase "agricultura sostenible" fue acuñada por el agrónomo australiano Gordon McClymont. El término se hizo popular a finales de la década de 1980.
Hubo un simposio internacional sobre sostenibilidad en horticultura organizado por la Sociedad Internacional de Ciencias Hortícolas en el Congreso Internacional de Horticultura en Toronto en 2002 En la siguiente conferencia en Seúl en 2006, los principios fueron discutidos más a fondo.
La creciente popularidad de la agricultura sostenible está relacionada con el temor generalizado de que se haya alcanzado o incluso superado la capacidad de carga del planeta, en términos de la capacidad de alimentar a la humanidad. Esta posible incapacidad futura para alimentar a la población mundial ha sido una preocupación desde el economista político inglés Thomas Malthus a principios del siglo XIX, pero recientemente se ha vuelto cada vez más importante.  Desde finales del siglo XX y principios del XXI, este tema se debatió ampliamente en los EE. UU. debido a la creciente ansiedad de una población mundial en rápido crecimiento. La agricultura ha sido durante mucho tiempo la industria más grande del mundo y requiere importantes insumos de suelo, agua y mano de obra. A principios del siglo XXI, los expertos cuestionaron la capacidad de la industria para mantenerse al día con el crecimiento de la población.   Este debate generó preocupaciones sobre la inseguridad alimentaria mundial y la "solución del hambre".  Existe consenso de que la agricultura sostenible es la forma más realista de alimentar a poblaciones en crecimiento. Para alimentar con éxito a la población del planeta, las prácticas agrícolas deben considerar los costos futuros, tanto para el medio ambiente como para las comunidades a las que alimentan.  El miedo a no poder proporcionar suficientes recursos para todos llevó a la adopción de tecnología en el campo de la sostenibilidad para aumentar la productividad agrícola. El resultado final ideal de este avance es la capacidad de alimentar a poblaciones en constante crecimiento en todo el mundo.
A menudo, la ejecución de prácticas sostenibles dentro de la agricultura se produce mediante la adopción de tecnología y tecnología apropiada centrada en el medio ambiente.

## Definición
En la Ley de Política Nacional de Investigación, Extensión y Enseñanza Agrícola de los Estados Unidos de 1977, el término "agricultura sostenible" se define como un sistema integrado de prácticas de producción de plantas y animales que tiene una aplicación específica del sitio que, a largo plazo:
- satisface las necesidades de fibra y alimentos humanos[14]
- mejora la calidad ambiental y la base de recursos naturales de la que depende la economía agrícola[14]
- hace el uso más eficiente de los recursos no renovables y de las explotaciones agrícolas e integra, cuando procede, los ciclos y controles biológicos naturales[14]
- mantiene la viabilidad económica de las operaciones agrícolas[14]
- mejora la calidad de vida de los agricultores y de la sociedad en su conjunto.[14]

El académico británico Jules Pretty ha establecido varios principios clave asociados con la sostenibilidad en la agricultura:
1. La incorporación de procesos biológicos y ecológicos como el ciclo de nutrientes, la regeneración del suelo y la fijación de nitrógeno en las prácticas agrícolas y de producción de alimentos.[15]
2. Utilizar cantidades reducidas de insumos no renovables e insostenibles, en particular los que son dañinos para el medio ambiente.[15]
3. Utilizar la experiencia de los agricultores tanto para trabajar productivamente la tierra como para promover la autosuficiencia y la autosuficiencia de los agricultores.[15]
4. Resolver problemas agrícolas y de recursos naturales mediante la cooperación y colaboración de personas con diferentes habilidades. Los problemas abordados incluyen el manejo de plagas y el riego.[15]
5. “Considera la economía a largo plazo así como a corto plazo porque la sostenibilidad se define fácilmente como para siempre, es decir, entornos agrícolas diseñados para promover una regeneración sin fin”.[16] Equilibra la necesidad de conservación de recursos con las necesidades de los agricultores que buscan su sustento.[17]

Se considera una ecología de reconciliación , que acomoda la biodiversidad dentro de los paisajes humanos.

## Factores que afectan a la sostenibilidad

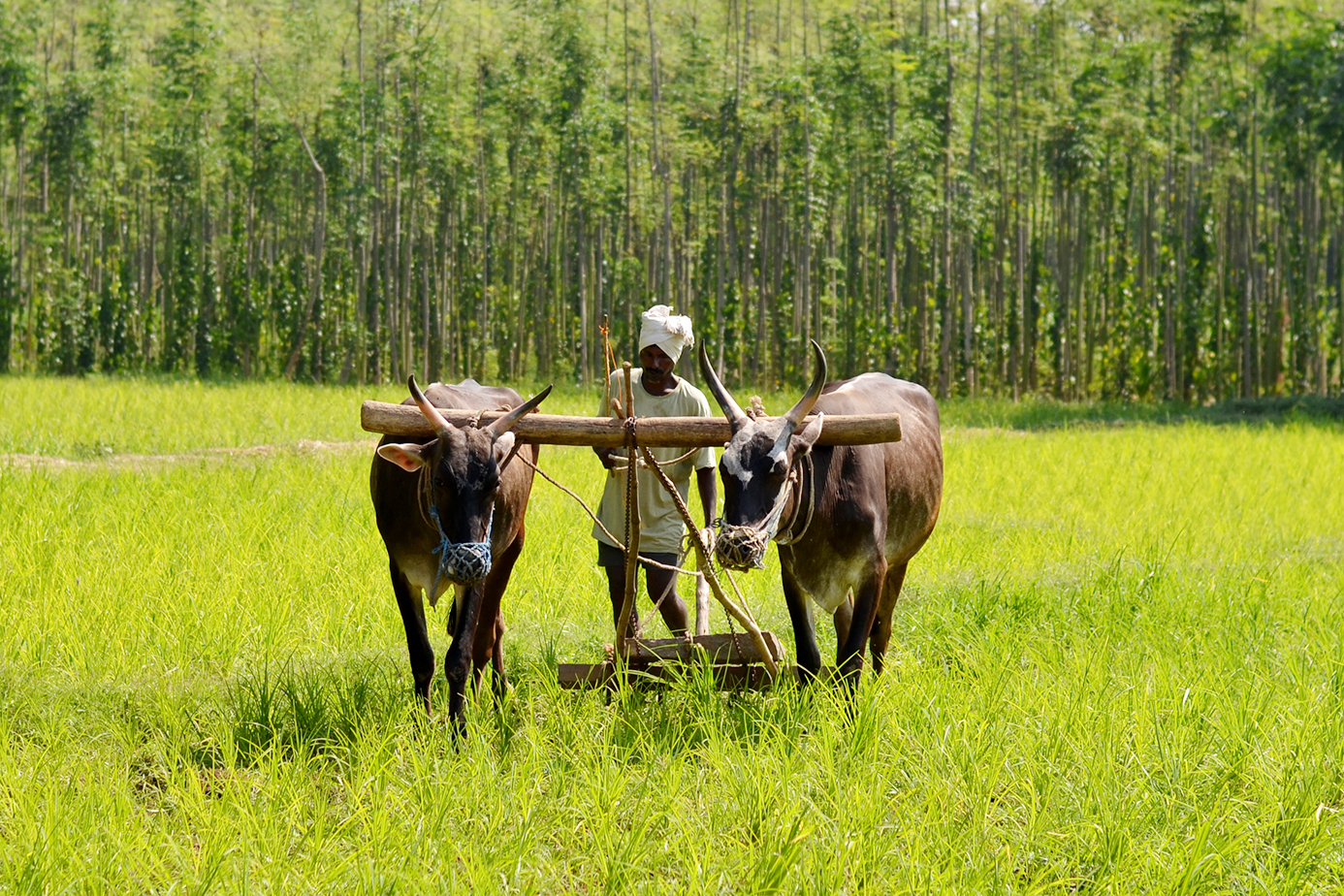
Los métodos agrícolas tradicionales tienen una baja huella de carbono.

Las prácticas que pueden causar daños a largo plazo al suelo incluyen la labranza excesiva del suelo (lo que lleva a la erosión ) y el riego sin un drenaje adecuado (lo que lleva a la salinización ).

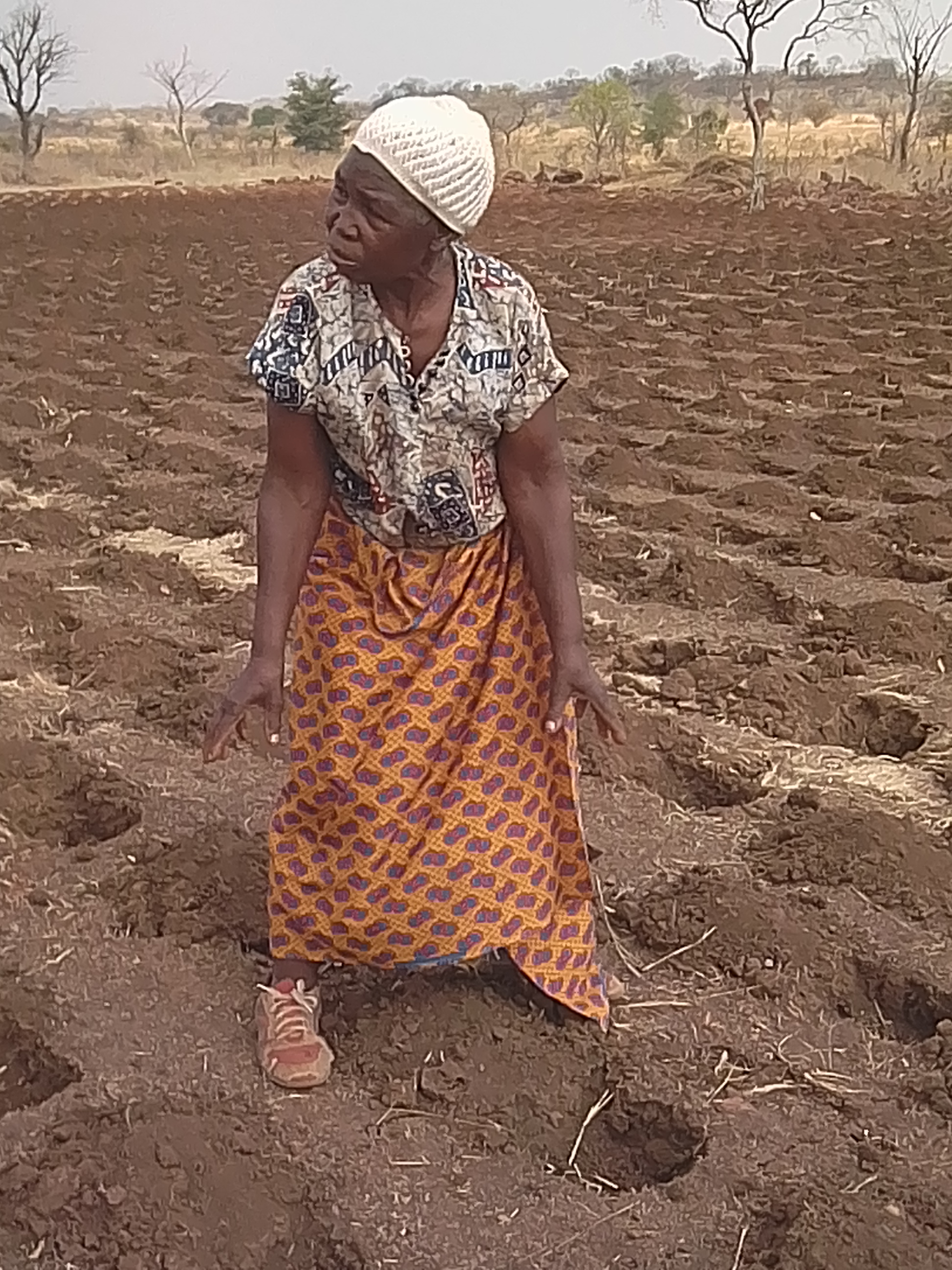
Agricultura de conservación en Zambia

Los factores más importantes para un sitio de cultivo son el clima , el suelo, los nutrientes y los recursos hídricos . De los cuatro, la conservación del agua y del suelo son los más susceptibles a la intervención humana. Cuando los agricultores cultivan y cosechan cultivos, eliminan algunos nutrientes del suelo. Sin reposición, la tierra sufre de agotamiento de nutrientes y se vuelve inutilizable o sufre de rendimientos reducidos . La agricultura sostenible depende de reponer el suelo mientras se minimiza el uso o la necesidad de recursos no renovables, como el gas natural o los minerales.
Una granja que puede "producir perpetuamente", pero que tiene efectos negativos sobre la calidad ambiental en otros lugares, no es agricultura sostenible. Un ejemplo de un caso en el que se puede justificar una visión global es la aplicación de fertilizantes o estiércol , que pueden mejorar la productividad de una granja pero pueden contaminar los ríos cercanos y las aguas costeras ( eutrofización ). El otro extremo también puede ser indeseable, ya que el problema de los bajos rendimientos de los cultivos debido al agotamiento de los nutrientes en el suelo se ha relacionado con la destrucción de la selva tropical . En Asia, la cantidad específica de tierra necesaria para la agricultura sostenible es de aproximadamente 12,5 acres, que incluyen tierra para forraje animal, producción de cereales como cultivo comercial y otros cultivos alimentarios. En algunos casos, se incluye una pequeña unidad de acuicultura (AARI-1996).

## Diferentes puntos de vista
Existe un debate sobre la definición de sostenibilidad en relación con la agricultura. La definición podría caracterizarse por dos enfoques diferentes: un enfoque ecocéntrico y un enfoque tecnocéntrico. El enfoque ecocéntrico hace hincapié en los niveles de desarrollo humano sin o con bajo crecimiento, y se centra en las técnicas de Agricultura ecológica y Agricultura biodinámica con el objetivo de cambiar los patrones de consumo y la asignación y uso de los recursos. El enfoque tecnocéntrico defiende que la sostenibilidad puede alcanzarse mediante diversas estrategias, desde la opinión de que debe aplicarse una modificación del sistema industrial dirigida por el Estado, como los sistemas agrícolas orientados a la conservación, hasta el argumento de que la biotecnología es la mejor manera de satisfacer la creciente demanda de alimentos.
Se puede ver el tema de la agricultura sostenible a través de dos puntos de vista diferentes: una agricultura multifuncional y servicios ecosistémicos. Ambos enfoques son similares, pero consideran la función de la agricultura de manera diferente. Los que emplean la filosofía de la agricultura multifuncional se centran en los enfoques centrados en las explotaciones agrícolas, y definen la función como los resultados de la actividad agrícola. El argumento central de la multifuncionalidad es que la agricultura es una empresa multifuncional con otras funciones aparte de la producción de alimentos y fibras. Estas funciones incluyen la gestión de recursos renovables, la conservación del paisaje y la biodiversidad. El enfoque centrado en los servicios de los ecosistemas plantea que los individuos y la sociedad en su conjunto reciben beneficios de los ecosistemas, que se denominan "servicios de los ecosistemas". En la agricultura sostenible, los servicios que prestan los ecosistemas incluyen la polinización, la formación del suelo y el ciclo de los nutrientes, todas ellas funciones necesarias para la producción de alimentos.
También se afirma que la agricultura sostenible se considera mejor como un enfoque ecosistémico de la agricultura, llamado agroecología.